# Schizostachyum dumetorum
Schizostachyum dumetorum är en gräsart som först beskrevs av Henry Fletcher Hance, och fick sitt nu gällande namn av William Munro. Schizostachyum dumetorum ingår i släktet Schizostachyum och familjen gräs. Inga underarter finns listade i Catalogue of Life.